# Bryum jenisseense
Bryum jenisseense là một loài Rêu trong họ Bryaceae. Loài này được L.I. Savicz mô tả khoa học đầu tiên.